# معركة ذات عرق
معركة ذات عرق هي معركة وقعت بين نبوخذ نصر الثاني ملك بابل وبين عدنان بن أدد ملك الحجاز ويذكر انها حدثت عام 606 قبل الميلاد، وقع فيها قتال شديد بين عرب الحجاز وجيش نبوخذ نصر الثاني.

## المعركة
في عهد نبوخذ نصر الثاني أوحى الله إلى برخيا بن حنانيا وهو أحد انبياء ذلك العصر ان يأمر نبوخذ نصر بغزو بلاد العرب الذين لا اغلاق لبيوتهم ولا أبواب ببدء مقاتلتهم ويستبيح أموالهم عقوبة لهم على كفرهم به، فقال برخيا لبختنصر ما أمر به، فابتدأ في بلاده في قتل العرب التجار الذين أتوا من نجد والحجاز فأخذهم وبنى لهم حران وحبسهم فيها ووكل بهم وانتشر خبرهم في بلاد العرب، فخرجت اليه طوائف منهم مستأمنين. فقبلهم وعفا عنهم فأنزلهم بلادهم فابتنو بها مدينه لهم، ثم سار إلى العرب طسم وجديس في نجد والى عرب الحجاز فأوحى الله إلى برخيا وأرميا يأمرهما أن يسيروا إلى مكة في الحجاز فكانت تطوى لهم الأرض حتى وصلوا إلى مكة قبل نبوخذ نصر فوجدوه وحملوا معهم معد بن عدنان واخذوه إلى بلاد عمان، واوحى اليهم انه يخرج من نسله اخر نبي الذي يختتم به الأنبياء، وكان معد ابن عدنان حينئذ ابن اثنتا عشرة سنه. وسار بختنصر فلقي جموع العرب في نجد فقاتلهم قتالا شديدا وسار إلى الحجاز فسمع ملك الحجاز عدنان خبر قدوم نبوخذ نصر فأخذ يجيش الجيوش ويحشد الحشود من كل القبائل والتقى عدنان مع نبوخذ نصر في منطقة ذات عرق شمال مكة فاقتتلوا قتالا شديدا، فهزم عدنان وتبعه بختنصر إلى حصونه في حرم مكة واجتمع عليه العرب وخندق كل واحد من الفريقين على نفسه وأصحابه، فكمن نبوخذ نصر كمينا، وهو أول كمين عمل، واخذتهم السيوف فنادوا بالويل، وقد كان عدنان سيد مكة شديد الكره لنبوخذ نصر، فافترقا ونهى عدنان عن بختنصر ونهى بختنصر عن عدنان فلما عاد نبوخذ نصر إلى بلاده عاد معد بن عدنان إلى مكة مع كل انبياء ذلك العصر فأقام اعلامها وأعاد حصونها وبنى أبنيتها بعد ان هدمت وحج وحج معه الأنبياء، وتوفي قبلها عدنان ودفن في جبل أبي قبيس في مكة 